# Щенок (фильм)
«Щено́к» — российский художественный фильм; драма, поставленная Марией Евстафьевой по мотивам рассказа протоиерея Николая Агафонова «Щенок Засоня».

## Сюжет
В современную школу на урок литературы приходит диакон Алексей Пономарёв. На уроке он должен рассказать ребятам о Библии, но современные дети, оснащённые разными гаджетами, по-своему понимают сюжеты из самой важной православной книги в мире. Диакон собирается рассказать ученикам про псалмы царя Давида, но, несколько минут поразмыслив, решает рассказать детям историю из своего детства.
Действие переносится в СССР, в 1980-е годы. Пионер-школьник Алёша Пономарёв вместе с одноклассниками обижает Валерку — аутичного замкнутого мальчика, не учащегося в школе и ставшего изгоем среди сверстников. На свой День рождения Алёша получает свитер и сборник произведений Бетховена, так как его мама хочет, чтобы в будущем он стал музыкантом. Но самым лучшим подарком становится щенок, которого мальчику дарит мамин начальник, так как он давно мечтал о собаке. Алёша называет щенка Тишкой.
На следующий день мальчик в своём портфеле приносит щенка в школу, но во время урока Тишку замечает Синицына, одноклассница Алёши, и рассказывает об этом учительнице. Мальчику приходится вынести щенка на улицу и спрятать в куче досок, но Тишку замечает и забирает с собой Валерка, который в это время прятался за досками. На перемене ребята пытаются догнать его, но безуспешно.
Алёша с мамой идут к бабушке Валерки, чтобы попросить вернуть щенка. Побеседовав с внуком о щенке, Алёше и Боге (сам Алёша случайно слышит этот разговор), бабушка приносит щенка обратно, и Алёша неожиданно узнаёт, что Валерка является круглым сиротой. Узнав от мамы, что это значит, Алёша неожиданно задумывается, а затем возвращается и отдаёт Валерке Тишку, разрешив приходить к ним во двор и пообещав не давать его в обиду.
Снова современная школа. Диакон заканчивает свой рассказ и говорит, что, возможно, именно тогда совершил свой самый важный поступок в жизни, который помог ему встретиться с Богом. Задумавшиеся ребята даже после звонка с урока остаются сидеть на своих местах.
Фильм снимался в Серпухове.

## В ролях
- Игорь Савочкин — диакон Алексей Пономарёв
- Денис Сухомлинов — Алёша Пономарёв в детстве
- Фёдор Толстиков — Валерка
- Софья Возякова — Лена Заковыкина
- Алиса Палина — Синицына
- Анастасия Изотова — Васька
- Алексей Шокун — Вовка
- Александр Лебедев — Сашка
- Тимофей Рассомахин — Петька
- японский хин Звёздочка — щенок Тишка
- Людмила Чурсина — бабушка Валерки
- Зоя Кайдановская — Вера Николаевна, мама Алёши
- Владимир Капустин — Николай, папа Алёши
- Александра Тюфтей — Зинаида Николаевна, тётя Алёши
- Владимир Стержаков — Пётр Игнатьевич (дядя Петя), начальник мамы Алёши
- Анна Шерлинг — тётя Анжела, супруга Петра Игнатьевича
- Татьяна Кузнецова — Ираида Степановна, учитель русского языка
- Елена Скиба — директор современной школы

## Награды[1]
- Приз за лучшую детскую роль на VII фестивале отечественного кино «Московская премьера» (Москва, 2009)
- Приз зрительских симпатий в номинации «Наше новое детское кино» за лучший полнометражный игровой фильм VII фестиваля отечественного кино «Московская премьера» (Москва, 2009)
- Приз «Лучший игровой фильм» фестиваля социально значимых программ и фильмов «Герой нашего времени» (Тверь, 2009)
- Гран-при «Лучший фильм» фестиваль «Кинотаврик» (Сочи, 2009)
- Вторая премия в номинации «Игровое кино» на VII международном фестивале «Покров» (Киев, 2009)
- Приз фестиваля «Золотой Витязь» за «Возвышение души человека» (Москва, 2009)
- Приз за «Сохранение традиций и вклад в развитие православного искусства» фестиваля «Встреча» (Калуга, 2010)